# یواس‌اس فرسنو (ال‌اس‌تی-۱۱۸۲)
یواس‌اس فرسنو (ال‌اس‌تی-۱۱۸۲) (به انگلیسی: USS Fresno (LST-1182)) یک کشتی است که طول آن ۵۲۲ فوت ۰ اینچ (۱۵۹٫۱۱ متر) می‌باشد. این کشتی در سال ۱۹۶۸ ساخته شد.